# Đại dịch COVID-19 tại Akrotiri và Dhekelia
Đại dịch COVID-19 đã được xác nhận đã đến Lãnh thổ hải ngoại Akrotiri và Dhekelia của Anh vào tháng 3 năm 2020.

## Dòng thời gian
Vào ngày 13 tháng 3, Síp đã thực hiện quy tắc tự cách ly trong 14 ngày đối với tất cả những người đi du lịch từ Vương quốc Anh. Biện pháp này bao gồm những người đến từ Vương quốc Anh đi đến các căn cứ có chủ quyền của Akrotiri và Dhekelia. Một số người đã tự cô lập trong căn cứ và đang được thử nghiệm. Tất cả các hoạt động thể thao, các chuyến thăm và các bài tập không cần thiết trong các căn cứ đã bị hủy bỏ, trong nỗ lực giảm số lượng du khách bên ngoài.
Vào ngày 15 tháng 3, hai trường hợp đầu tiên ở Akrotiri và Dhekelia đã được xác nhận, cả hai thành viên của Lực lượng Vũ trang Anh thường trú tại RAF Akrotiri. Họ đến sân bay Paphos vào ngày 13 tháng 3. Họ tự phân lập và được thử nghiệm dương tính sau khi phát triển các triệu chứng nhẹ. Ngay sau đó, Đơn vị Y tế Dịch vụ Chung BFC bắt đầu truy tìm dấu vết liên lạc.
Vào ngày 18 tháng 3, trường hợp thứ ba cũng được xác nhận. Cùng ngày hôm đó, các căn cứ thông báo rằng tất cả sáu trường học ở Akrotiri và Dhekelia đã đóng cửa cho đến ngày 20 tháng Tư.